# Virginie Despentes
Virginie Despentes (Nancy, 1969. június 13. –) francia író és filmrendező. A nemek, a szexualitás és a szegénységben vagy más marginalizált körülmények között élő emberek kérdéseit vizsgáló munkásságáról ismert.

## Munkássága
Despentes munkája a fiatalok marginalizálódásának leltára; az X generáció által megélt szexuális forradalomra és a pornográfia új kommunikációs technikák révén a nyilvános terekben való meghonosodására vonatkozik. Az obszcenitás határainak transzgresszív feltárásával regényíróként vagy filmesként társadalomkritikát és az új erkölcsi rend ellenszerét javasolja. Szereplői nyomorral és igazságtalansággal, önerőszakkal, például drogfüggőséggel, vagy másokkal szembeni erőszakkal, például nemi erőszakkal vagy terrorizmussal foglalkoznak, olyan erőszakkal, amelyet ő maga is elszenvedett. A korszak egyik legnépszerűbb francia írónője. King Kong théorie című könyvét néha tanítják a gender tanulmányok keretében, és „gyakran adják tovább az ezredfordulós nőknek, mint egy menő, nem is olyan sokkal idősebb mentor ajánlásaként”. Az 1993-ban megjelent Baise-moi című regénye után a francia irodalmi intézmények évekig kívülállóként vagy „enfant terrible”-ként ábrázolták, és mind a politikai bal-, mind a jobboldalról kritika érte. Későbbi művei, például az Apocalypse Bébé (2010) és a Vernon Subutex-trilógia (2015-17) számos pozitív kritikát kapott.

## Élete és pályája
Virginie Despentes 1969-ben született Virginie Daget néven. A franciaországi Nancyban nőtt fel, munkáscsaládban. Szülei postai dolgozók voltak. A szülei 15 éves korában akarata ellenére bevitték egy pszichiátriai kórházba. Később megjegyezte: „Most már biztos vagyok benne, hogy soha nem zártak volna be, ha fiúnak születek. Azok a bohóckodások, amelyek miatt a pszichiátrián kötöttem ki, nem voltak annyira vadak.”.
17 éves korában Despentes elhagyta otthonát és félbehagyta az iskolai tanulmányait. Kamaszként stoppolt és rockzenekarokat követett. Miközben 17 évesen egy barátjával stoppolt, Despentest három fiatalember puskával fenyegette meg, majd csoportosan megerőszakolta. Volt egy rugós kés a zsebében, de túlságosan félt használni.
Lyonban telepedett le, ahol szobalányként, prostituáltként „masszázsszalonokban” és peep-show-kban, eladóként egy lemezboltban, szabadúszó rockújságíróként és pornográf filmkritikusként dolgozott.
1994-ben jelent meg első könyve, a Baise-moi. A könyv középpontjában két szexmunkásnő áll, akik gyilkos akcióba[1] kezdenek, miután egyiküket csoportosan megerőszakolják. A könyvhöz a Despentes írói álnevet vette fel, amelyet régi lyoni lakónegyede, La Croix-Rousse ihletett. A környék dombos volt; a „pente” franciául dombot jelent (Des pentes azt jelenti, hogy „a hegyekből”). Azért választotta az írói álnevet, hogy a családja némi távolságot tarthasson a könyvtől.
Párizsba költözött. 2000-ben Coralie Trinh Thi egykori pornószínésznővel közösen rendezte a Baise-moi című filmet, amely saját regényének adaptációja. A film főszereplői Karen Lancaume és Raffaëla Anderson voltak. A Baise-moi a nemi erőszak és bosszúfilm, a kizsákmányoló filmek műfajának kortárs példája. Az 1993-as regény és a filmadaptáció megjelenése után rendkívül ellentmondásos lett.
Életéről és munkásságáról beszélve Despentes kifejtette:
Prostituált lettem, és mélyen kivágott felsőben és magas sarkú cipőben jártam az utcákat, senkinek sem tartozom magyarázattal, és minden megkeresett fillért megtartottam és elköltöttem. Stoppoltam, megerőszakoltak, megint stoppoltam. Megírtam az első regényemet, és kiadtam a saját, egyértelműen női keresztnevemen, egy pillanatig sem gondoltam, hogy amikor megjelenik, folyamatosan kioktatnak majd a határokról, amelyeket soha nem szabad átlépni... Úgy akartam élni, mint egy férfi, úgyhogy úgy éltem, mint egy férfi.
Les Jolies Choses című regényét 2001-ben Gilles Paquet-Brenner adaptálta filmvászonra, Marion Cotillard és Stomy Bugsy főszereplésével. A film a 2001-es Deauville-i Amerikai Filmfesztiválon Michel d'Ornano-díjat kapott.
2004 és 2005 között blogot írt, amelyben dokumentálta mindennapi életét. Ez idő tájt kezdte magát leszbikusként azonosítani, és randizni kezdett Paul B. Preciado spanyol filozófussal, mielőtt férfivá vált volna.
2005-ben három dalt írt az A.S. Dragon együttes Va Chercher la Police című albumára.
2006-ban kiadta a King Kong théorie című tényirodalmi művét. A könyv a francia szexiparban szerzett tapasztalatairól, valamint a Baise-Moi megírásáért kapott hírhedtségéről és dicséretéről számol be.
2009-ben ő rendezte a Mutantes (Féminisme Porno Punk) című dokumentumfilmet, amelyet a TV Pink sugárzott.
2010-ben Apocalypse bébé című regénye elnyerte a Renaudot-díjat.
A Bye Bye Blondie-t Béatrice Dalle és Emmanuelle Béart főszereplésével filmre adaptálták. Cecilia Backes és Salima Boutebal a King Kong théorie színpadi adaptációját állította színpadra az Avignoni „Outside” Fesztiválon.
2011-ben Dominique Strauss-Kahnról szóló kommentárja a The Guardian című lapban jelent meg.
Vernon Subutex 1 című regényének angol fordítása a 2018-as Man Booker Nemzetközi Díj jelöltjei közé került.
2023. augusztus 18-án a francia nyelvű Drag Race France valóságshow-sorozat 2. évadának Showtime! című, a France.tv Slash csatornán sugárzott epizódjában vendég sztárzsűritag volt.

## Fogadtatása
Lauren Elkin 2018-ban így beszélt Despentes és más írók, például Kathy Acker korai ellenszenvéről, amikor a Rape Me-ről írt: „Volt egy düh és egy szarkazmus az írásokban, amitől elfordultam. Túl sok empátiát éreztem [Séverine] iránt ahhoz, hogy kigúnyoljam. Úgy tűnt, Despentes megelégszik azzal, hogy felületesen ítélkezik Séverine felett, és ez számomra úgy tűnt, mintha elárulná a regényíró feladatát, hogy valamilyen emberi igazságot adjon vissza a lapon. [...] A könyv úgy olvasható, mintha Despentesnek személyes elszámolnivalója lenne egy fantomnővel a színpadon kívül. [...] Nekem úgy tűnt, mintha Acker és Despentes kidüllesztették volna az állukat, hogy bebizonyítsák, képesek olyan csúnya és agresszív munkát létrehozni, mint egy férfi”. Megjegyezte, hogy a kritikusok „gúnyolták Despentest az »irodalmi stílus« hiánya miatt”. Elkin nagyra értékelte Despentes későbbi könyveit, a Pretty Things, a King Kong Theory és a Vernon Subutex címűeket, mondván, hogy a Pretty Things „gonoszul megcáfolja a sikkes francia lány sztereotípiáját, és leleplezi a nőiesség szívében rejlő csalást. És megmutatja, hogy mi, férfiak és nők, egyének és vállalatok egyaránt bűnrészesek vagyunk a nőiesség látszatának életben tartásában”. A Pretty Things-et Emma Ramadan fordítása után több kritikus is dicsérte.
Anthony Cummins a Vernon Subutex 3 kritikájában azt írta, hogy „a regény igazi energiája, valahol a kontraszerű véleménynyilvánítás és a színvonaltalan stand-up között, abban rejlik, ahogy Despentes kívül marad a képen, hogy a történet a nagy, több mint húszfős szereplőgárda gondolatain keresztül bontakozzon ki... ez egy sötét történet arról, hogyan lehet az erőszakot a profit kedvéért szórakoztatóvá tenni. Fárasztó lehet, de egyben üdítő is, és jelenleg nem igazán van ehhez fogható.”

## Díjak és kitüntetések
Despentes 1998-ban elnyerte a Prix de Flore-t, 1999-ben a Prix Saint-Valentin-t a Les Jolies Choses-ért és 2010-ben a Prix Renaudot-t az Apocalypse Bébé-ért.
2016. január 5-én az Académie Goncourt tagjává nevezték ki. Despentes 2020. január 5-én lemondott erről a tisztségéről, hogy több időt szentelhessen az írásnak.
2018-ban Despentes a Vernon Subutex 1 című regényéért, amelyet Frank Wynne fordított angolra, a Nemzetközi Booker-díj jelöltjei közé került.

## Könyvei

### Regények
- Baise-moi. 1993; Grasset, 1999, ISBN 978-2-246-58711-8
- Les Chiennes savantes. Éditions J'ai lu, 1997
- Les Jolies choses. J'ai lu, 2008, ISBN 978-2-290-35012-6
- 1999 - Mordre au travers
- Teen spirit. 2002, J'ai lu, 2004, ISBN 978-2-290-32987-0
- 2002 - Trois étoiles
- Bye bye Blondie: roman, Grasset, 2004, ISBN 978-2-246-64891-8
- King Kong théorie, Grasset, 2006
- 2010 - Apocalypse Bébé
- 2015 Vernon Subutex: Volume 1 (published in English by MacLehose Press 2017, translated by Frank Wynne(wd)) - shortlisted for the International Booker Prize
- 2015 Vernon Subutex: Volume 2 (Éditions Grasset(wd), published in English by MacLehose Press 2018, translated by Frank Wynne)
- 2017 Vernon Subutex: Volume 3 (Éditions Grasset, published in English by MacLehose Press 2021, translated by Frank Wynne)
- 2018 Pretty Things (Les Jolies Choses, Éditions Grasset, 1998) published in English by The Feminist Press in a translation by Emma Ramadan
- 2022  Cher connard (francia nyelven). Grasset (2022. május 19.). ISBN 978-2-246-82652-1[30][31][32]

### Történetek
- 1997 : « C'est dehors, c'est la nuit », recueil collectif Dix, Grasset / Les Inrockuptibles
- 1999 : Mordre au travers, recueil de nouvelles, Librio
- 2004 : « Toujours aussi pute », Revue Bordel, n°2, Flammarion
- 2004 : « Putain, je déteste le foot... », biography of Lemmy Kilmister of the group Motörhead, Rock & Folk, n°444.
- 2004 : une nouvelle dans le recueil Des nouvelles du Prix de Flore, Flammarion
- 2009 : « I put a spell on you », Psychologies magazine, Hors série « Les Secrets de l'érotisme »

### Magyarul megjelent
- Dugj meg! (Baise-moi) – Ulpius-ház, Budapest, 2001 · ISBN 963934821X · Fordította: Pacskovszky Zsolt
- Apokalipszis bébi (Apocalypse bébé) – Libri, Budapest, 2012 · ISBN 978-963-310-135-3 · Fordította: Tótfalusi Ágnes
- Vernon Subutex 1-3. – Magvető, Budapest, 2022 · ISBN 978-963-14-4222-9 · Fordította: Tótfalusi Ágnes
- Kedves idióta (Cher connard) – Magvető, Budapest, 2024 · ISBN 9789631444766 · Fordította: Kiss Kornélia

## Fordítás
- Ez a szócikk részben vagy egészben  a   Virginie Despentes című angol Wikipédia-szócikk fordításán alapul.  Az eredeti cikk szerkesztőit annak laptörténete sorolja fel. Ez a jelzés csupán a megfogalmazás eredetét és a szerzői jogokat jelzi, nem szolgál a cikkben szereplő információk forrásmegjelöléseként.